# Giuseppe Moioli
Giuseppe Moioli (Olcio, 8 agosto 1927 – Olcio, 5 maggio 2025) è stato un canottiere italiano, vincitore della medaglia d'oro nel quattro senza, ai Giochi olimpici di Londra 1948, e di sei titoli europei tra il 1947 e il 1958.

## Biografia
L'equipaggio del quattro senza (Giuseppe Moioli, Elio Morille, Giovanni Invernizzi, Franco Faggi) fu dominatore assoluto delle competizioni internazionali nella specialità tra il 1947 e il 1950. Vinse, oltre all'oro olimpico a Londra 1948, ben tre titoli europei (Lucerna 1947, Amsterdam 1949, Milano 1950). La rinascita del canottaggio azzurro dopo la lunga sospensione causata dalla seconda guerra mondiale fu tutta merito di questo equipaggio, assieme all'otto guidato dal timoniere Alessandro Bardelli e costruito attorno a Angelo Fioretti, Pietro Sessa, Fortunato Maninetti e Bonifacio De Bortoli. 
Giuseppe Moioli conquistò altri due titoli europei nel quattro senza alla guida di equipaggi diversi: Amsterdam 1954 (Giuseppe Moioli, Giovanni Zucchi, Marco Carri, Attilio Cantoni) e Bled 1956 (Giuseppe Moioli, Attilio Cantoni, Giovanni Zucchi, Abbondio Marcelli). Il sesto titolo europeo venne come componente dell'equipaggio dell'otto a Poznan 1958.

## Palmarès
| Anno | Manifestazione  | Sede      | Evento        | Risultato   | Note |
| ---- | --------------- | --------- | ------------- | ----------- | ---- |
| 1948 | Giochi olimpici | Londra    | Quattro senza | Oro         |      |
| 1952 | Giochi olimpici | Helsinki  | Quattro senza | elim. batt. |      |
| 1956 | Giochi olimpici | Melbourne | Quattro senza | 4°          |      |